# AVCA National Player of the Year (femminile, NCAA Division I)
Pallavoliste premiate come AVCA National Player of the Year

## Elenco
| Stagione | Giocatrice                    | Squadra               |
| -------- | ----------------------------- | --------------------- |
| 1985     | Kimberley Oden                | Stanford              |
| 1986     | Mariliisa Salmi               | Brigham Young         |
| 1987     | Tonya Williams                | Hawaii                |
| 1988     | Tara Cross                    | CSU Long Beach        |
| 1989     | Tara Cross Tonya Williams     | CSU Long Beach Hawaii |
| 1990     | Beverly Oden                  | Stanford              |
| 1991     | Antoinette White              | CSU Long Beach        |
| 1992     | Natalie Williams              | UC Los Angeles        |
| 1993     | Danielle Scott                | CSU Long Beach        |
| 1994     | Laura Davis                   | Ohio State            |
| 1995     | Cary Wendell Allison Weston   | Stanford Nebraska     |
| 1996     | Angelica Ljungquist           | Hawaii                |
| 1997     | Misty May                     | CSU Long Beach        |
| 1998     | Misty May                     | CSU Long Beach        |
| 1999     | Lauren Cacciamani Kerri Walsh | Penn State Stanford   |
| 2000     | Greichaly Cepero              | Nebraska              |
| 2001     | Logan Tom                     | Stanford              |
| 2002     | Logan Tom                     | Stanford              |
| 2003     | Kim Willoughby                | Hawaii                |
| 2004     | Stacey Gordon Ogonna Nnamani  | Ohio State Stanford   |
| 2005     | Christina Houghtelling        | Nebraska              |
| 2006     | Sarah Pavan                   | Nebraska              |
| 2007     | Foluke Akinradewo             | Stanford              |
| 2008     | Nicole Fawcett                | Penn State            |
| 2009     | Megan Hodge                   | Penn State            |
| 2010     | Carli Lloyd                   | UC Berkeley           |
| 2011     | Alexandra Jupiter             | Southern California   |
| 2012     | Alaina Bergsma                | Oregon                |
| 2013     | Krista Vansant                | Washington            |
| 2014     | Micha Hancock                 | Penn State            |
| 2015     | Samantha Bricio               | Southern California   |
| 2016     | Sarah Wilhite                 | Minnesota             |
| 2017     | Kathryn Plummer               | Stanford              |
| 2018     | Kathryn Plummer               | Stanford              |
| 2019     | Yossiana Pressley             | Baylor                |
| 2020     | Madison Lilley                | Kentucky              |
| 2021     | Dana Rettke                   | Wisconsin             |
| 2022     | Logan Eggleston               | Texas                 |
| 2023     | Sarah Franklin                | Wisconsin             |
| 2024     | Olivia Babcock                | Pittsburgh            |